# Edgard De Caluwé
Edgard De Caluwé (Denderwindeke, Ninove, 1 de juliol de 1913 - Geraardsbergen, 16 de maig de 1985) va ser un ciclista belga que fou professional entre 1933 i 1947. En el seu palmarès destaquen una vintena de victòries, entre les que destaquen  la París-Brussel·les i la Bordeus-París de 1935 i el Tour de Flandes de 1938. Va participar en dues edicions del Tour de França, el 1934 i 1935, que abandonà.
El 1947 va acabar la seva carrera ciclista i va obrir un concessionari de cotxes a Ninove. De Caluwé va morir el 1985 d'un atac de cor, mentre anava en bicicleta, al peu del Muur van Geraardsbergen. Un monument commemora la seva victòria al Tour de Flandes de 1938 a  Ninove.

## Palmarès
- 1933
  - 1r a la Brussel·les-Lieja
  - 1r a Erembodegem-Terjoden
  - 1r de la Volta a Bèlgica dels independents
  - 1r del Tour de Flandes dels independents
- 1934
  - 1r al Gran Premi d'Hoboken
- 1935
  - 1r a la París-Brussel·les
  - 1r a la Bordeus-París
- 1936
  - Vencedor d'una etapa del Tour del Nord
- 1937
  - Vencedor d'una etapa a la Volta a Alemanya
  - Vencedor de dues etapes del Tour del Nord
- 1938
  - 1r al Tour de Flandes
- 1945
  - 1r al Gran Premi Beeckman-de Caluwé a Ninove
  - 1r al Premi Victor Standaert a Ninove

### Resultats al Tour de França
- 1934. Abandona (18a etapa)
- 1935. Abandona (9a etapa)